# Parc national de l'Île-du-Prince-Édouard
Le parc national de l'Île-du-Prince-Édouard est un petit parc national du Canada situé dans le Nord de l'île homonyme. Le parc a une superficie de 27 km2.

## Géographie
Le parc national de l'Île-du-Prince-Édouard est situé au nord de l'Île-du-Prince-Édouard entre la Cavendish et la St. Peters Bay sur une distance d'environ 60 km. Le parc de 27 km2 est divisé en trois secteurs, celui à l'est entre les communautés de Cavendish et North Rustico, celui du centre entre les localités de Brackley Beach et Dalvay et le troisième à l'est de Greenwich. En plus du parc, Parcs Canada possède 12,5 km2 de terres de la couronne fédérale qui ont été acquis depuis 1974 dans le but éventuel d'agrandir le parc.

### Géologie, relief et hydrographie
Le sous-sol du parc est composé de strates légèrement inclinées de grès, de conglomérat et de schiste du Paléozoïque supérieur. Le tout est recouvert d'une couche de till glaciaire loameux. En raison de la friabilité des roches de l'île, on retrouve aussi des plages créées par l'érosion marine, ainsi que des dunes déposées par le vent dans les endroits de faible altitude.
L'altitude du parc va du niveau de la mer à environ une soixantaine de mètres à Green Gables. Le secteur entre Cavendish et North Rustico est composé de falaises, alors que le reste de la côte du parc est composée de dunes. La côte est coupée par les baies de New London, de Rustico, de Coverhead, Tracadie et St. Peters. Quelques étangs d'eau douce sont aussi situés au long de la côte.

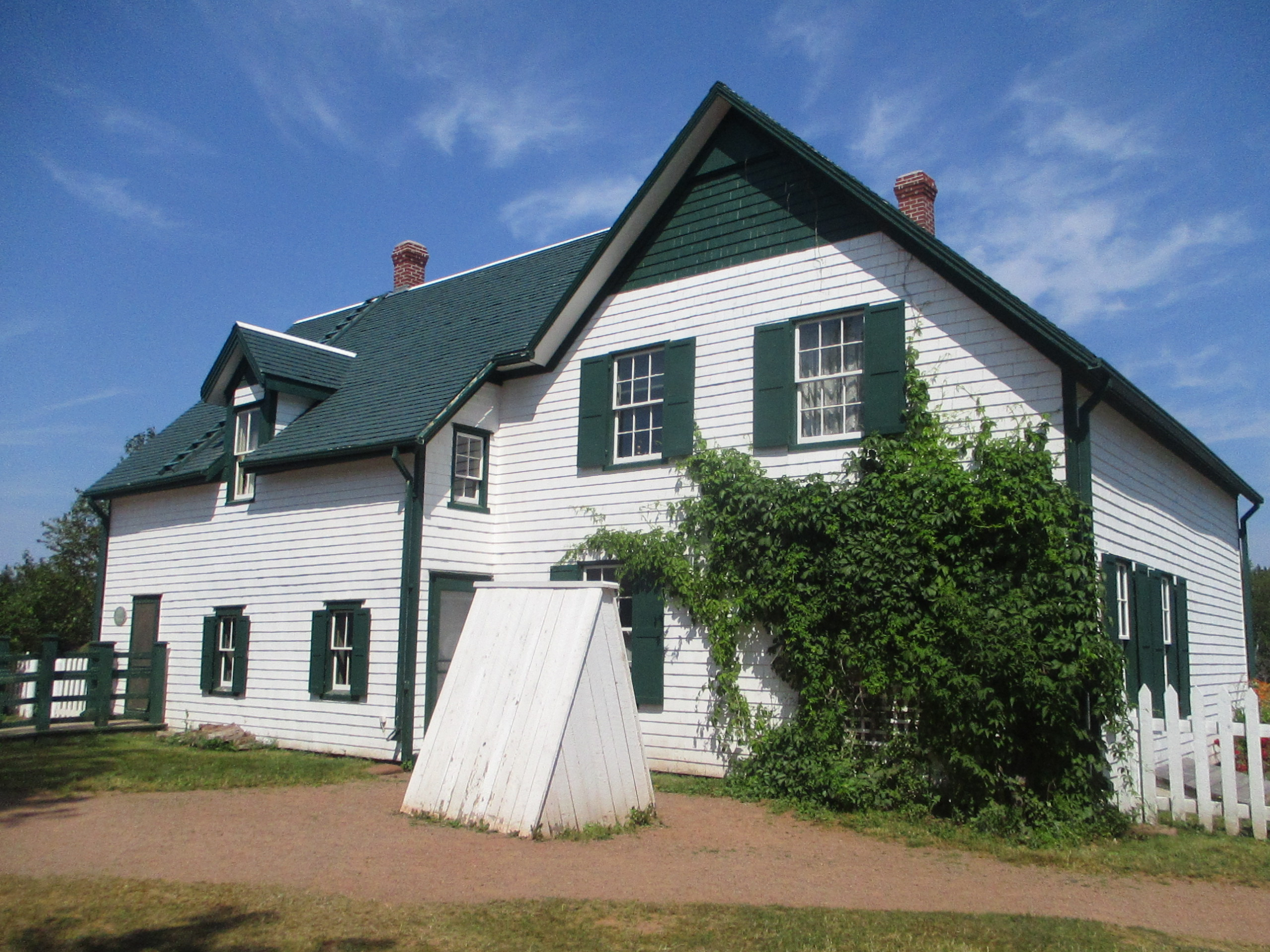
Green Gables

## Histoire
Les fouilles archéologiques attestent que l'île du Prince-Édouard est habitée par diverses cultures depuis au moins 10 000 ans. Quand l'île fut découverte par les Européens, elle était habitée par les Micmacs.
Les premiers Européens à coloniser l'île, alors appelée « île Saint-Jean », furent les Français et les Acadiens. Ils arrivèrent sur l'île en 1720 et s'installèrent dans les baies de Tracadie et St. Peters où ils fondèrent les communautés de Havre-Saint-Pierre et Tracadie. Leurs principales activités économiques étaient la pêche et l'agriculture. Bien qu'au début l'agriculture servît principalement à subvenir à leurs besoins, celle-ci commença avec le temps à alimenter la forteresse de Louisbourg, sur l'île voisine, l'île du Cap-Breton. En 1756, la population de l'île atteignit 4 400 habitants. Cependant, les colons furent chassés de l'île par les Britanniques, à la suite de la chute de Louisbourg en 1758, lors de la guerre de Sept Ans et seuls 400 Micmacs, Français et Acadiens réussirent à rester sur l'île. En 1764, les Britanniques permirent aux Acadiens de revenir sur l'île. Ils sont les ancêtres des Acadiens qui vivent de nos jours sur l'île.